# Lepidosaphes micronesiensis
Lepidosaphes micronesiensis är en insektsart som beskrevs av Takahashi 1942. Lepidosaphes micronesiensis ingår i släktet Lepidosaphes och familjen pansarsköldlöss. Inga underarter finns listade i Catalogue of Life.